# Ronald M. Sega
Ronald Michael „Ron“ Sega (* 4. Dezember 1952 in Cleveland, Ohio) ist ein ehemaliger US-amerikanischer Astronaut. 
Sega erhielt 1974 einen Bachelor in Mathematik und Physik von der United States Air Force Academy und 1975 einen Master in Physik von der Ohio State University. 1982 erhielt er einen Doktortitel in Elektrotechnik von der University of Colorado at Boulder.
1976 erhielt Sega von der United States Air Force seinen Pilotenschein und arbeitete als Pilotenausbilder bis 1979 auf der Williams Air Force Base. 1982 wurde er Professor an der University of Colorado at Colorado Springs. Zwischendurch war er als Forscher auch an der Air Force Academy und der University of Houston, wo er am Space Vacuum Epitaxy Center die Wake Shield Facility mitentwickelte. Diese flog bei später auf insgesamt drei Space-Shuttle-Missionen mit in den Weltraum.

## Astronautentätigkeit
Im Januar 1990 wurde Sega von der NASA als Astronautenanwärter ausgewählt. Von November 1994 bis März 1995 war Sega Director of Operations der NASA im Juri-Gagarin-Kosmonautentrainingszentrum in Swjosdny Gorodok bei Moskau.

### STS-60
Am 3. Februar 1994 startete Sega als Missionsspezialist mit der Raumfähre Discovery zum ersten Mal ins All. Eine Besonderheit dieses Fluges war, dass mit Sergei Krikaljow zum ersten Mal ein russischer Raumfahrer mit einem amerikanischen Raumschiff flog. Die Wake Shield Facility und das Spacehab-Modul waren die Hauptnutzlasten an Bord. 

### STS-76
Am 22. März 1996 startete Sega als Nutzlastkommandant mit der Raumfähre Atlantis zur russischen Raumstation Mir. Mit der dritten Rendezvous-Mission wurde die Astronautin Shannon Lucid zur Raumstation Mir gebracht. Außerdem wurden Versorgungsgüter, Ausrüstungen und Experimentiergut geliefert, verschiedene Geräte außenbords der Station montiert sowie technologische und biologische Experimente im Spacehab durchgeführt.

## Nach der NASA

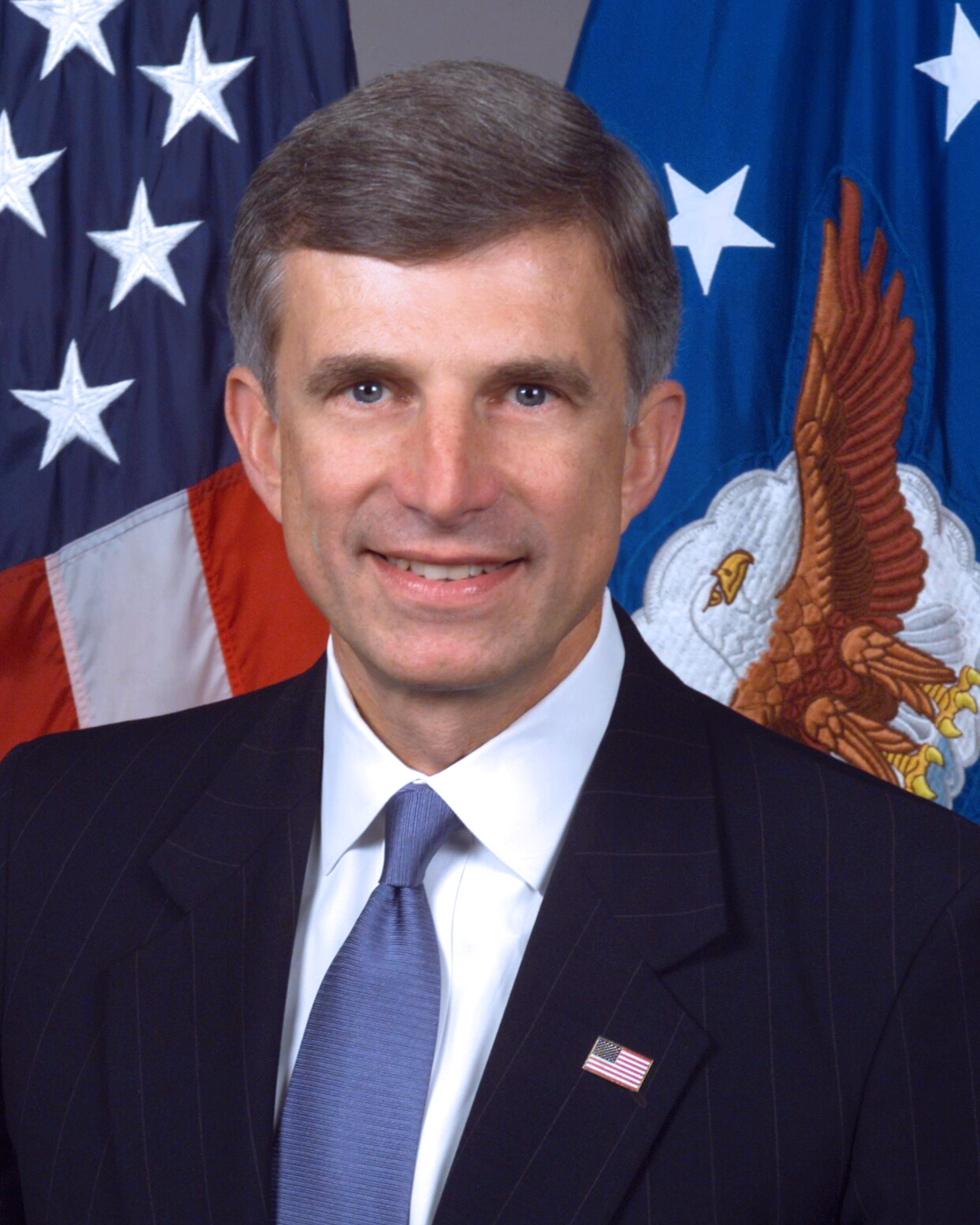
Ronald Sega während seiner Zeit als Under Secretary of the Air Force

Nach seinem Ausscheiden aus der NASA im Juli 1996 kehrte Sega an die University of Colorado at Colorado Springs zurück. 2001 wurde er Assistent des Verteidigungsministers für nukleare, chemische und biologische Programme. Im August 2001 wurde er zum Director of Defense Research and Engineering im Büro des Verteidigungsministers ernannt. Von August 2005 bis August 2007 war er als Nachfolger von Peter B. Teets stellvertretender Luftwaffenstaatssekretär (Under Secretary of the Air Force). Er war Gründer, Direktor und Professor des Systems Engineering Programms an der Colorado State University und Vizepräsident für angewandte Forschung der Colorado State University Research Foundation (CSURF).

## Privates
Ronald Sega war mit der ehemaligen Astronautin Bonnie Dunbar verheiratet und hat zwei Kinder.